# Масачусетски колеџ за примењену уметност
Масачусетс Колеџ за Примењену уметност и Дизајн, познатији у свакодневном говору као МасАрт, (енгл. Massachusetts College of Art and Design) је државни колеџ примењених уметности основан 1873. године у Бостону, држави Масачусетс. Овај колеџ је један од најстаријих колеџа за примењену уметност у Сједињеним Државама и први је колеџ у Сједињеним Државама који је доделио диплому студентима примљених уметности. Колеџ је члан Националне Асоцијације Колеџа за примењену уметност и Дизајн као и члан Њу Ингланд Асоцијације Универзитета и Колеџа. МасАрт је такође члан престичног удружења АИКАД-Асоцијација Независних Колеџа Уметности и Дизајна (енгл. Association of Independent Colleges of Art and Design) који чини консортијум од тридесет и девет престижних колеџа и школа намењених финим уметностима и дизајну. МасАрт је веома престижна установа са веома малим бројем студената који успе да се упише сваке школске године. 2006. године Бизнис Вик Магазин је именовао МасАрт колеџ као Најбољу школу Дизајна у свету.

## Значајни датуми
- 1869: Четрнаест проминентних грађана Бостона подносе захтев тадашњим властима града да се отвори установа која би омогућила свим заинтересованим мушкарцима, женама и деци часове цртања
- 1870: Власти државе Масачусетса доносе закон по коме је ликовно постало обавезан предмет у свим државним школама у масачусетсу
- 1873: Власти државе Масачусетс обезбеђују 7500 америчких долара како би се отворио Масачусетс Колеџ за Примењену Уметност
- 1876: Студентни новонасталог колеџа приказују свој рад у првој изложби коју посећују делегације из Француске, Аустрије и Канаде
- 1880: МасАрт добија нову зграду и по први пут почиње постдипломску наставу
- 1901: Ове године особа црне пути по први пут добива диплому
- 1905: Професор колеџа Алберт Мунсел објављује данас водећи систем боја
- 1912: Психологија, књижевност и теорија образовања постају редовни наставни предмети
- 1924: МасАрт постаје прва установа у САД која додељује прву званичну диплому примењених уметности
- 1929: МасАрт званично постаје Масачусетски колеџ за примењену уметност и дизајн, али до дан данас у свакодневном говору се користи МасАрт
- 1930: МасАрт се последњи пут сели у зграду у којој је и данас, на углу Бруклајн и Лонгвуд Авеније
- 1940: Скулптура професора Сајруса Далина Пол Ревери се поставља у Норт Енд део Бостона
- 1950: МасАрт додељује прву диплому у области дизајна
- 1957: По први пут се запошљава професор црне пути Калвин Бурнет
- 1969: Амбијентални дизајн постаје редован наставни предмет
- 1972: По први пут се додељује диплома за магистарске студије у области Ликовно образовање
- 1975: По први пут се додељује диплома за магистарске студије у области дво и тридмензинланих финих уметности
- 1981: По први пут се додељује диплома за магистарске студије у области дизајна
- 1983: МасАрт купује и ренвира осмоспратницу на углу Хантигтон и Лонгвуд Авенија
- 1989: Колеџ отвара рви студентски дом назван по првом директору школе Волтер Смиту
- 1992: Колеџ завршава мултимилионску реновацију осмоспратнице у Хантигтон Авенији
- 1997: Проф. др. Кетрин, Кеј, Слоун, је прва жена на челу институције и десети ректор
- 2002: Студентски дом намењен свим бруцошима се отвара и гарантује њихов смештај у склопу школарине
- 2007: Министарство за високо образовање државе Масачусетс доноси одлуку којом омогућава колеџ да додељује магистарске дипломе у области архитектуре
- 2007: Гувернер државе Девал Патрик потписује преименовање колеџа у данашњи назив - Масачусетс колеџ за Примењену Уметност и Дизајн